# Kalyani Kaval, Magadi
Kalyani Kaval là một làng thuộc tehsil Magadi, huyện Ramanagara, bang Karnataka, Ấn Độ.